# Stolas

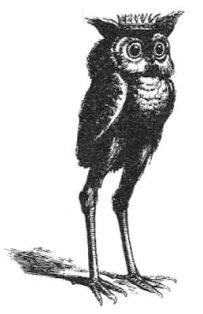
Le démon Stolas représenté dans le Dictionnaire Infernal de Collin de Plancy.

Stolas, Stoppas ou Stolos est un démon issu des croyances de la goétie, science occulte de l'invocation d'entités démoniaques.
Il apparaît dans le Lemegeton à la 36e position des 72 démons emprisonnés par le roi Salomon dans une urne de laiton et possède donc son propre sceau, par lequel il peut être invoqué, puisqu'il y porte allégeance. Il est aussi nommé dans la Pseudomonarchia Daemonum de Johann Weyer à la 69e et dernière position des démons nommés dans l'ouvrage.
Dans la Pseudomonarchia Daemonum, Stolas est décrit comme un Grand Prince des Enfers à la tête de 26 légions infernales. Lors de son invocation il prend tout d'abord l'apparence d'un hibou, mais est contraint par la suite à prendre forme humaine en signe de soumission à l'invocateur.
Il enseigne l'astronomie et la connaissance des plantes et des pierres précieuses.
Le Lemegeton lui confère des attributs similaires et précise le processus à appliquer pour son invocation et de son contrôle,,.

## Culture populaire

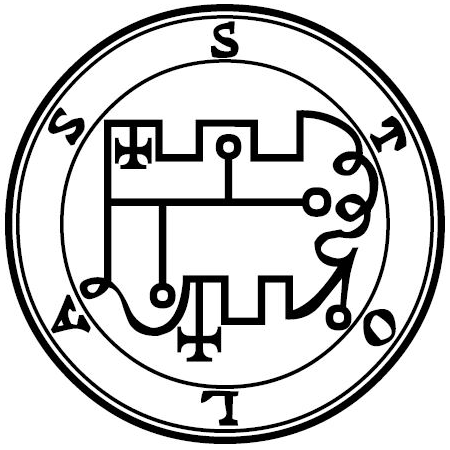
Le sceau de Stolas selon Mathers.

Stolas est un des personnages principaux de la série animée « Helluva Boss », publiée sur YouTube. C'est un démon prince des Enfers, connu pour son attitude sophistiquée et aristocratique. Stolas, marié de force à un jeune âge, souhaite divorcer de sa femme, Stella, avec laquelle il a une fille du nom d'Octavia. Il nourrit des sentiments amoureux pour Blitzø, le protagoniste de la série. Bryce Pinkham, le doubleur du personnage de Stolas, le décrit comme complexe, avec un mélange de charme, d'arrogance et de vulnérabilité, ce qui en fait un personnage remarquable dans la série[réf. nécessaire].
Stolas est également le nom du familier possédé par Madame Satan dans la série Netflix Sabrina.
Le Stolas est une chouette servant à communiquer sur de longues distances dans le jeu vidéo Final Fantasy XVI.
Stolas est un monstre de contrat d'élite dans le jeu vidéo Final Fantasy XIV.
Stolas est un monstre récurrent de la série de jeux Castlevania de Konami ou il apparait sous la forme d'une chouette ou d'un hibou portant une mitre. Dans le reboot Lords of Shadow, un objet lui est dédié: l'horloge de Stolas